# Laothoe pallustris
Laothoe pallustris är en fjärilsart som beskrevs av Holle. 1865. Laothoe pallustris ingår i släktet Laothoe och familjen svärmare. Inga underarter finns listade i Catalogue of Life.